# Ballota nigra
El marrubio fétido o marrubio bastardo, con nombre científico Ballota nigra, es una planta europea que crece en lugares baldíos, bordes de caminos y escombreras, cerca de zonas habitadas.

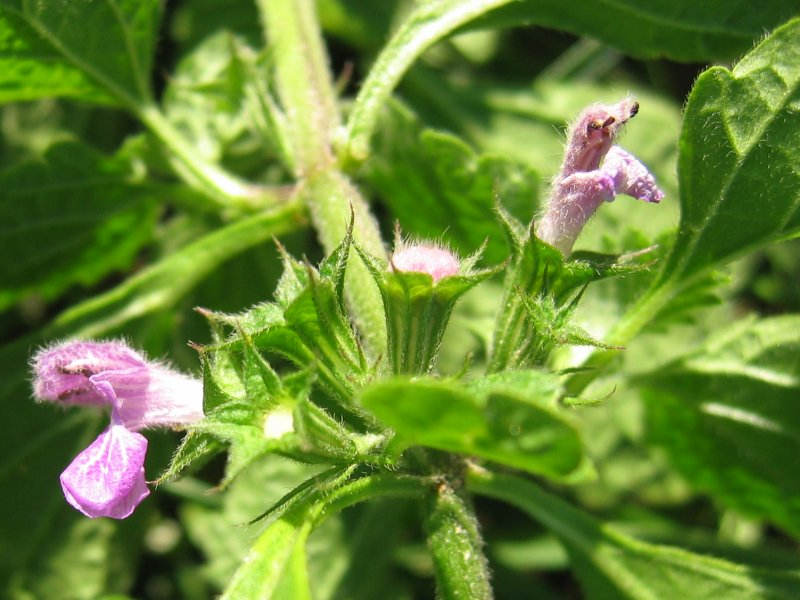
Planta en flor.

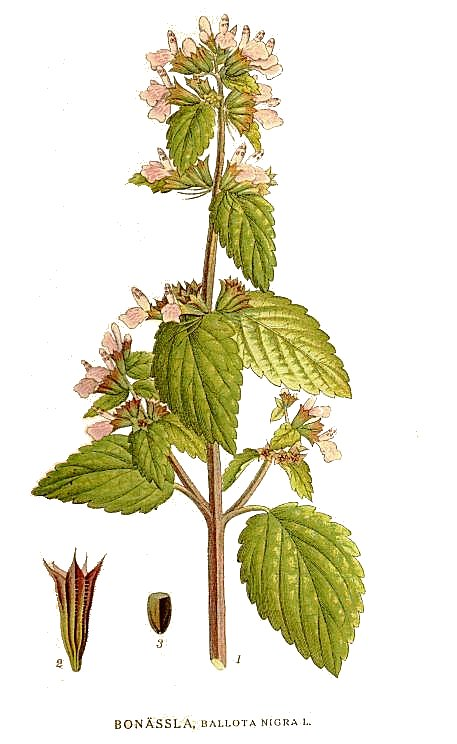
Ilustración.

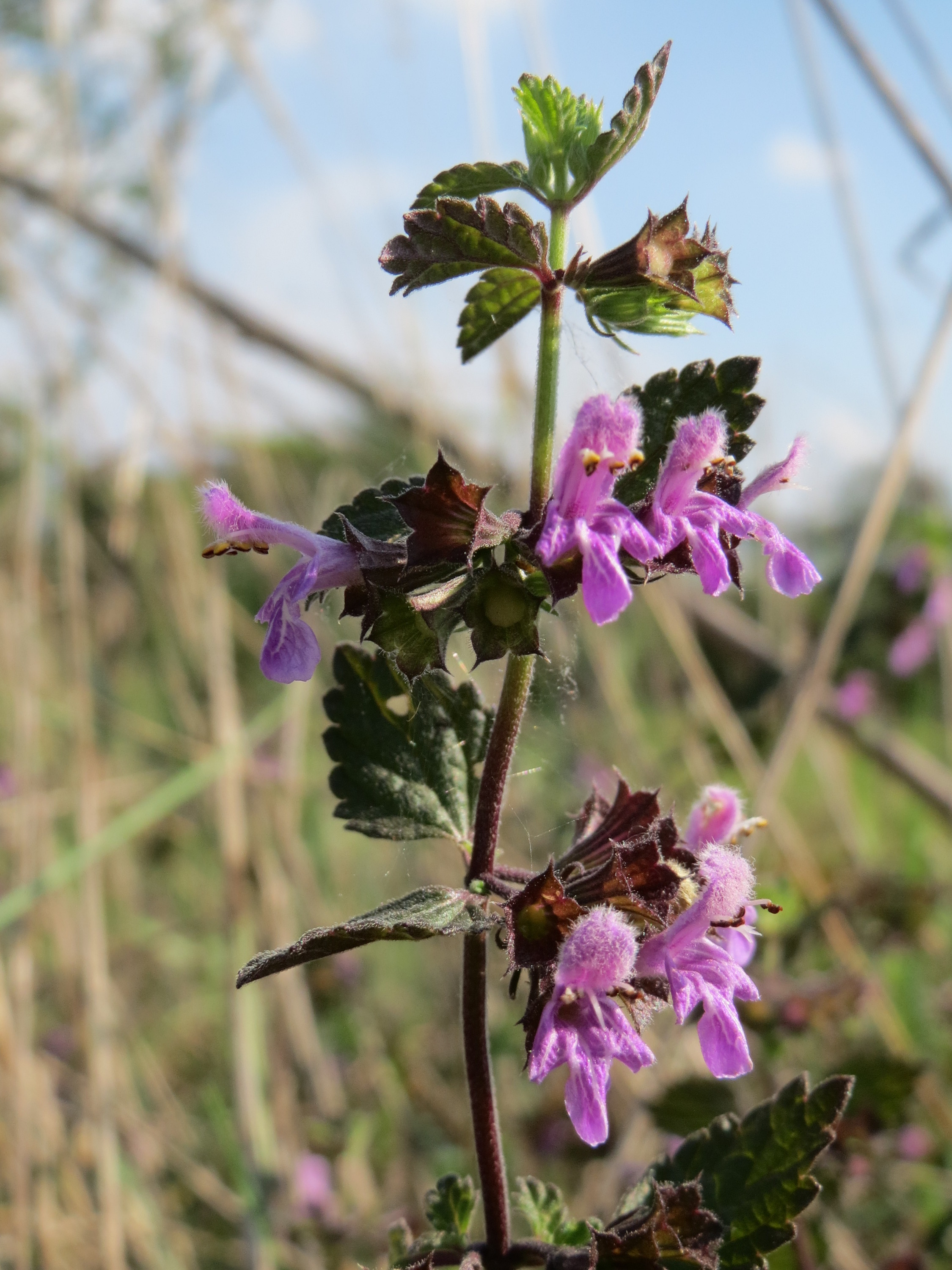
Inflorescencia.

## Características
Es una planta herbácea, vivaz, perenne, con tallo ramificado de 5-9 dm de altura y con un olor desagradable semejante al moho y la humedad. Tiene hojas de 3-4 cm × 2-3 cm, ovales o redondeadas de color verde oscuro, pecioladas y cubiertas de una pelusa corta de color grisáceo. Las flores son de color rojo, púrpura o rosado (raramente blancas).

## Medicina popular
- Tiene efecto sedante recomendado en ansiedad, insomnio y afecciones nerviosas.
- Atenúa la tos espasmódica.
- Estimula la secreción biliar.

Principios activos: Las hojas contienen flavonoides, glicósidos fenilpropánicos (verbascósido, forsitósido, etc.) y derivados labdánicos furánicos. El compuesto mayoritario encontrado en muestras comerciales ha sido el 13-hidroxiballonigrólido. Otros análisis han encontrado ballotenol, 7-oxo-marrubiína (ballotinona), 7alfa-acetoximarrubiína y preleosibirina.
Indicaciones: Neurosis, antimaníaco, relajante. Emenagogo, vermífugo, estomacal, diurético, depurativo, resolutivo, detersivo. Es reputada como antiespasmódico, calmante de los accesos de tos, sedante y ansiolítico. Las pocas informaciones que hay señalan efectos secundarios de tipo fatiga. Se usan las sumidades floridas.

## Taxonomía
Ballota nigra fue descrita por Carlos Linneo y publicado en Species Plantarum 2: 582. 1753.
Citología
Número de cromosomas de Ballota nigra (Fam. Labiatae) y táxones infraespecíficos: 
2n=22
Variedades aceptadas
- Ballota nigra subsp. foetida (Vis.) Hayek
- Ballota nigra subsp. ruderalis (Sw.) Briq.
- Ballota nigra subsp. sericea (Vandas) Patzak
- Ballota nigra subsp. velutina (Posp.) Patzak

Sinonimia
- Marrubium nigrum (L.) Garsault, Fig. Pl. Méd.: t. 365, 1764, opus utique oppr.
- Stachys ballota Kuntze, Taschen-Fl. Leipzig: 112, 1867[4][n. 1]
- Ballota ampliata Willd. ex Steud.
- Ballota aristata Rchb.
- Ballota bracteosa Ball
- Ballota foetida Lam.
- Ballota foetida var. glabrescens Boiss.
- Ballota hirta Steud.
- Ballota rubra Schrad. ex Steud.
- Ballota sepium Paulet ex Pers.
- Ballota sordida Salisb.
- Ballota submitis (Borbás) Borbás
- Ballota urticifolia Ortim. ex Rchb.
- Marrubium nigrum (L.) Garsault
- Stachys ballota Kuntze[5]

## Nombres comunes
- Castellano: Ballota, ballote negro, balota, balote, manrubio, manrubio bastardo, manrubio fétido, manrubio negro, marrubio, marrubio bastardo, marrubio falso, marrubio fétido, marrubio hediondo, marrubio negro, marrubio negro de El Paular, marrubio negro segoviano, matranzo, ortiga blanca, ortiga borde, ortiga mansa, ortiga muerta, prasio negro. En cursiva los más corrientes/extendidos[6]